# 毛里·诺罗马
毛里·诺罗马（芬蘭語：Mauri Noroma，1908年1月31日—1939年12月23日），芬兰男子体操运动员。他曾获得1932年和1936年夏季奥运会体操比赛男子团体全能铜牌。他也参加了1928年夏季奥运会。